# Brucheville

Brucheville este o comună în departamentul Manche, Franța. În anul 2009 avea o populație de 145 de locuitori.